# Sint Maarten League 2021-2022
La SXMFF League 2021-2022 è stata la 39ª edizione della massima (ed unica) serie di Sint Maarten, disputato tra il 6 novembre 2021 e il 27 febbraio 2022 e concluso con la vittoria del SCSA Eagles, al suo primo titolo.

## Squadre partecipanti
| Club                 | Stagione | Città       | Stadio        | Stagione precedente                                                  |
| -------------------- | -------- | ----------- | ------------- | -------------------------------------------------------------------- |
| SCSA Eagles          | dettagli | Philipsburg | Raoul Illidge | Secondo posto in Sint Maarten League 2020-2021                       |
| C & D Connection     | dettagli | Philipsburg | Raoul Illidge | Quinto posto in Sint Maarten League 2020-2021                        |
| 758 Boyz SC          | dettagli | Philipsburg | Raoul Illidge | Terzo posto in Sint Maarten League 2020-2021                         |
| Flames United        | dettagli | Philipsburg | Raoul Illidge | Campioni in Sint Maarten League 2020-2021                            |
| FC Soualiga          | dettagli | Philipsburg | Raoul Illidge | Quarto posto in Sint Maarten League 2020-2021                        |
| Hot Spurs            | dettagli | Philipsburg | Raoul Illidge | Settimo posto in Sint Maarten League 2020-2021                       |
| Belvedere Veendam FC | dettagli | Philipsburg | Raoul Illidge | Nono posto in Sint Maarten League 2020-2021                          |
| Reggae Lions FC      | dettagli | Philipsburg | Raoul Illidge | Ritiratosi alla dodicesima giornata in Sint Maarten League 2020-2021 |

## Classifica finale
|  | Pos. | Squadra           | Pt | G  | V | N | P  | GF | GS | DR  |
|  | ---- | ----------------- | -- | -- | - | - | -- | -- | -- | --- |
|  | 1.   | SCSA Eagles       | 28 | 12 | 9 | 1 | 2  | 49 | 10 | +39 |
|  | 2.   | C&D               | 28 | 12 | 9 | 1 | 2  | 36 | 12 | +24 |
|  | 3.   | 758 Boyz          | 20 | 11 | 6 | 2 | 3  | 29 | 15 | +14 |
|  | 4.   | Flames United     | 19 | 11 | 6 | 1 | 4  | 30 | 24 | +6  |
|  | 5.   | Soualiga          | 13 | 12 | 4 | 1 | 7  | 30 | 29 | +1  |
|  | 6.   | Hott Spurs        | 6  | 11 | 2 | 0 | 9  | 7  | 44 | -37 |
|  | 7.   | Belvedere Veendam | 3  | 11 | 1 | 0 | 10 | 7  | 54 | -47 |
|  | 8.   | Reggae Lions      | 0  |    |   |   |    |    |    |     |